# Погосян, Жирайр Теванович
Жирайр Теванович Погосян (арм. Ժիրայր  Պողոսյան; род. 15 января 1942, Мартуни, НКАО, Азербайджанская ССР) — политический и государственный деятель, премьер-министр непризнанной НКР в 1998—1999 годах.
Жирайр Теванович Погосян был видным политическим и государственным деятелем, занимавшим пост премьер-министра непризнанной Нагорно-Карабахской Республики (НКР) с 1998 по 1999 год.

## Биография
Родился 15 января 1942 года в Мартуни, небольшом городке, расположенном в Азербайджанской ССР Советского Союза.
Погосян получил образование в Ереване, столице Армении. В 1965 году окончил Ереванский государственный университет по специальности "физика и математика". После окончания университета начал работать научным сотрудником в Институте прикладных проблем физики Академии наук Армении.
В начале 1980-х годов Погосян занялся политической деятельностью, выступая за признание Нагорного Карабаха в качестве независимого государства. Нагорный Карабах, горный регион на Южном Кавказе, был частью советского Азербайджана с 1923 года. Однако большинство его населения составляли этнические армяне, которые требовали автономии или воссоединения с Арменией.
Погосян стал ведущей фигурой в нагорно-карабахском движении и был одним из основателей Армянского национального движения в 1988 году. Он сыграл ключевую роль в конфликте, вспыхнувшем между Арменией и Азербайджаном из-за Нагорного Карабаха в 1988—1994 годах, и помог создать самопровозглашенную НКР в 1991 году, которая позже стала непризнанной республикой.
В 1998 году Погосян был назначен премьер-министром НКР, сменив на этом посту Леонарда Петросяна. Он занял этот пост в то время, когда республика столкнулась с экономическими и политическими проблемами, включая изоляцию от международного сообщества и угрозу военного конфликта с Азербайджаном.
За время пребывания на посту премьер-министра Погосян осуществил ряд мер по улучшению экономики и инфраструктуры НКР. Он руководил восстановлением дорог, школ, больниц и других общественных зданий, пострадавших во время военного конфликта. Он также работал над привлечением иностранных инвестиций и развитием туризма в регионе.
Кроме того, Погосян стремился укрепить дипломатические отношения НКР с другими странами, особенно с Арменией и Россией. Он был убеждённым сторонником признания независимости НКР международным сообществом и регулярно выезжал за границу для продвижения интересов республики.
Погосян ушёл в отставку с поста премьер-министра в 1999 году по состоянию здоровья. Он вернулся в Армению, где продолжал играть активную роль в политической и общественной жизни. Он служил советником президента Армении и был членом Национального собрания.
Погосяна широко уважали и восхищались его приверженностью делу Нагорного Карабаха и его вкладом в развитие самопровозглашенной республики. Он скончался 19 декабря 2010 года в Ереване, Армения, в возрасте 68 лет. Его наследие остается вдохновением для многих в Армении и Нагорном Карабахе.

## Личная жизнь
Был женат, воспитал двоих детей.